# Horní Boříkovice
Horní Boříkovice (německy Ober Ullersdorf) jsou malá vesnice a část města Králíky v okrese Ústí nad Orlicí. Nachází se asi 4,5 kilometru jihozápadně od Králík. Horní Boříkovice leží v katastrálním území Dolní Boříkovice o výměře 10,23 km².

## Historie
První písemná zmínka o vesnici pochází z roku 1790.
| Rok            | 1869 | 1880 | 1890 | 1900 | 1910 | 1921 | 1930 | 1950 | 1961 | 1970 | 1980 | 1991 | 2001 | 2011 | 2021 |
| -------------- | ---- | ---- | ---- | ---- | ---- | ---- | ---- | ---- | ---- | ---- | ---- | ---- | ---- | ---- | ---- |
| Počet obyvatel | 187  | 161  | 173  | 116  | 121  | 96   | 101  | 29   | 16   | 26   | 18   | 13   | 10   | 6    | 5    |

## Fotogalerie

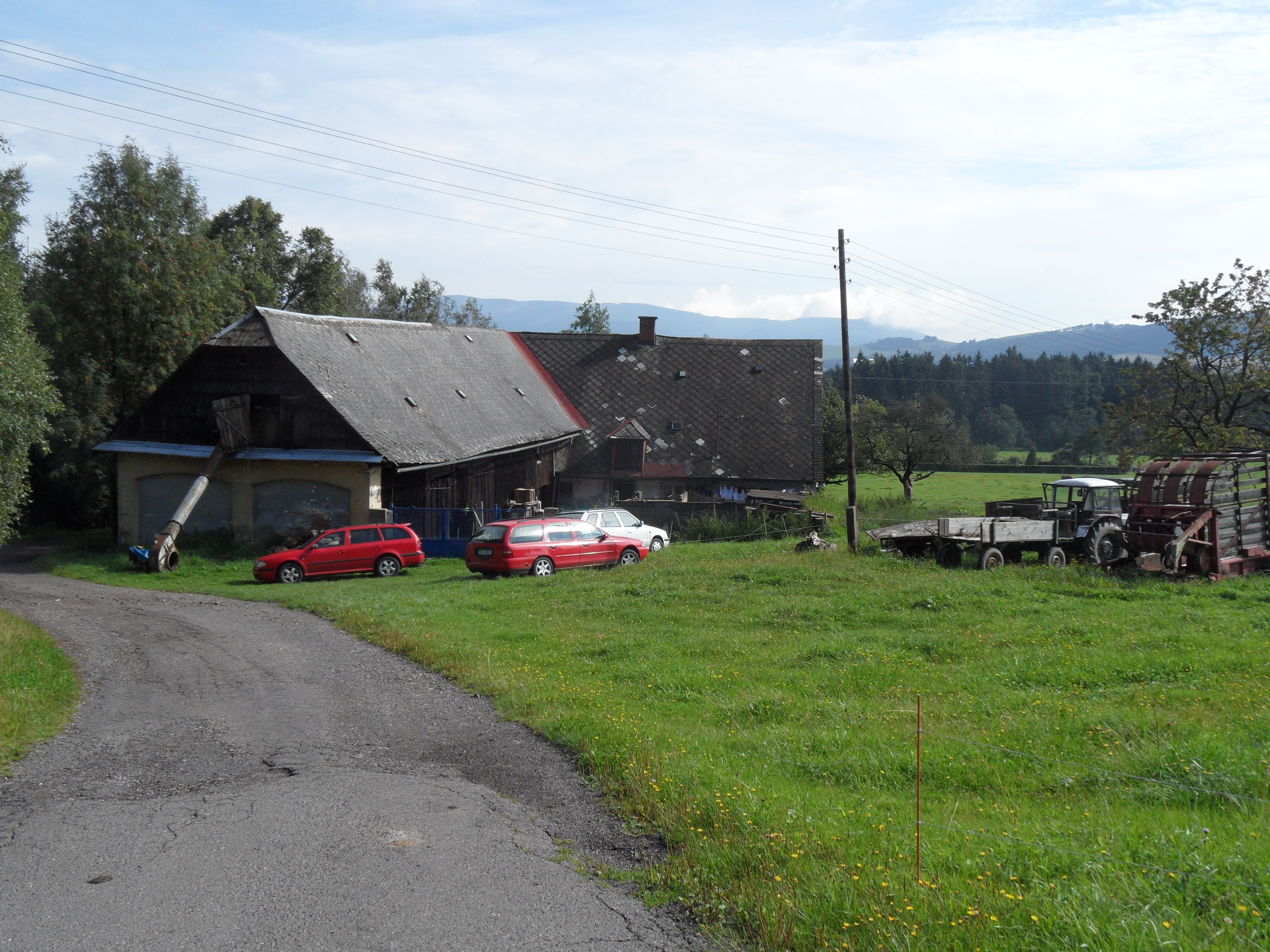
Stavení u odbočky
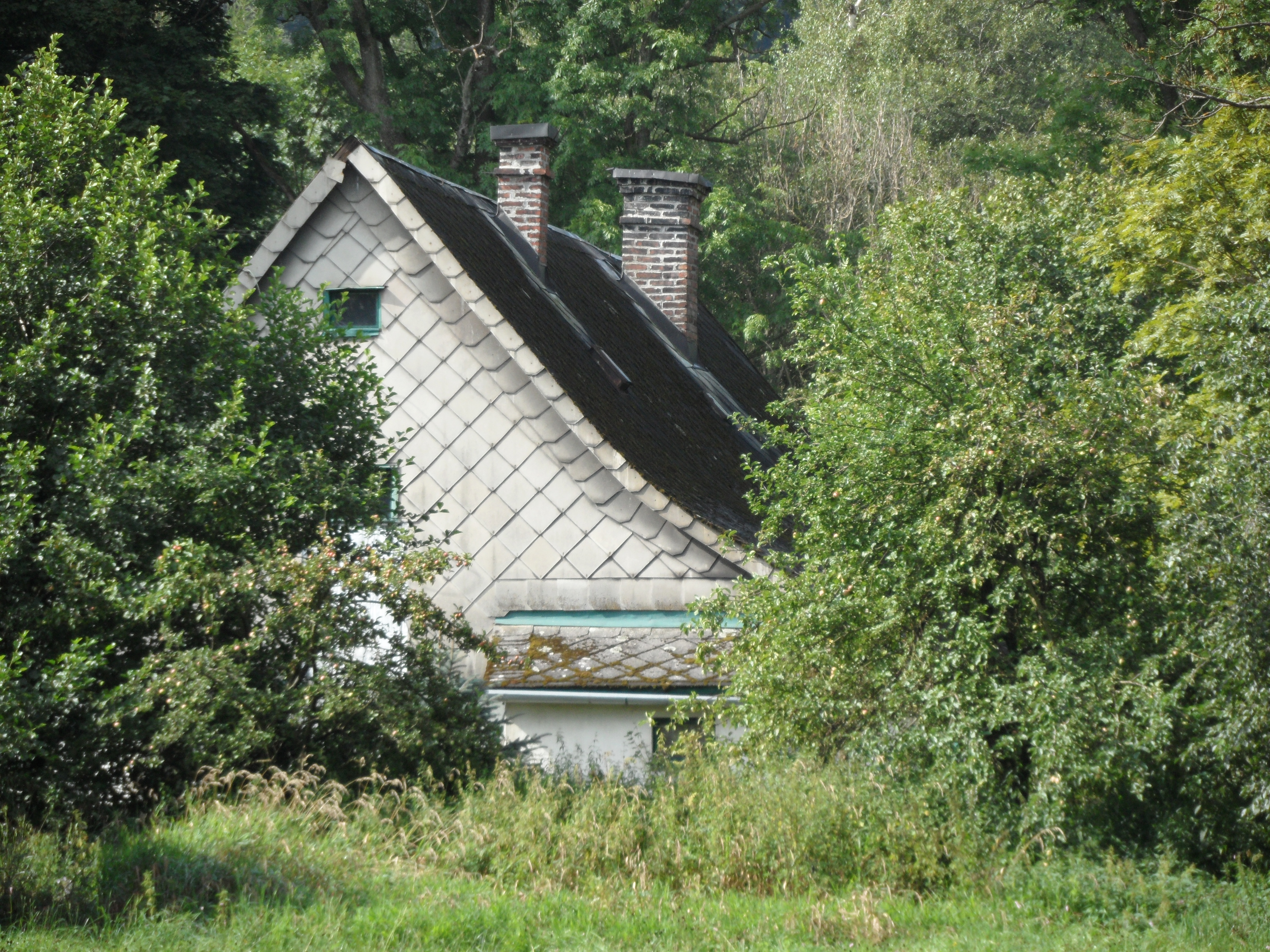
Chalupa u polní cesty
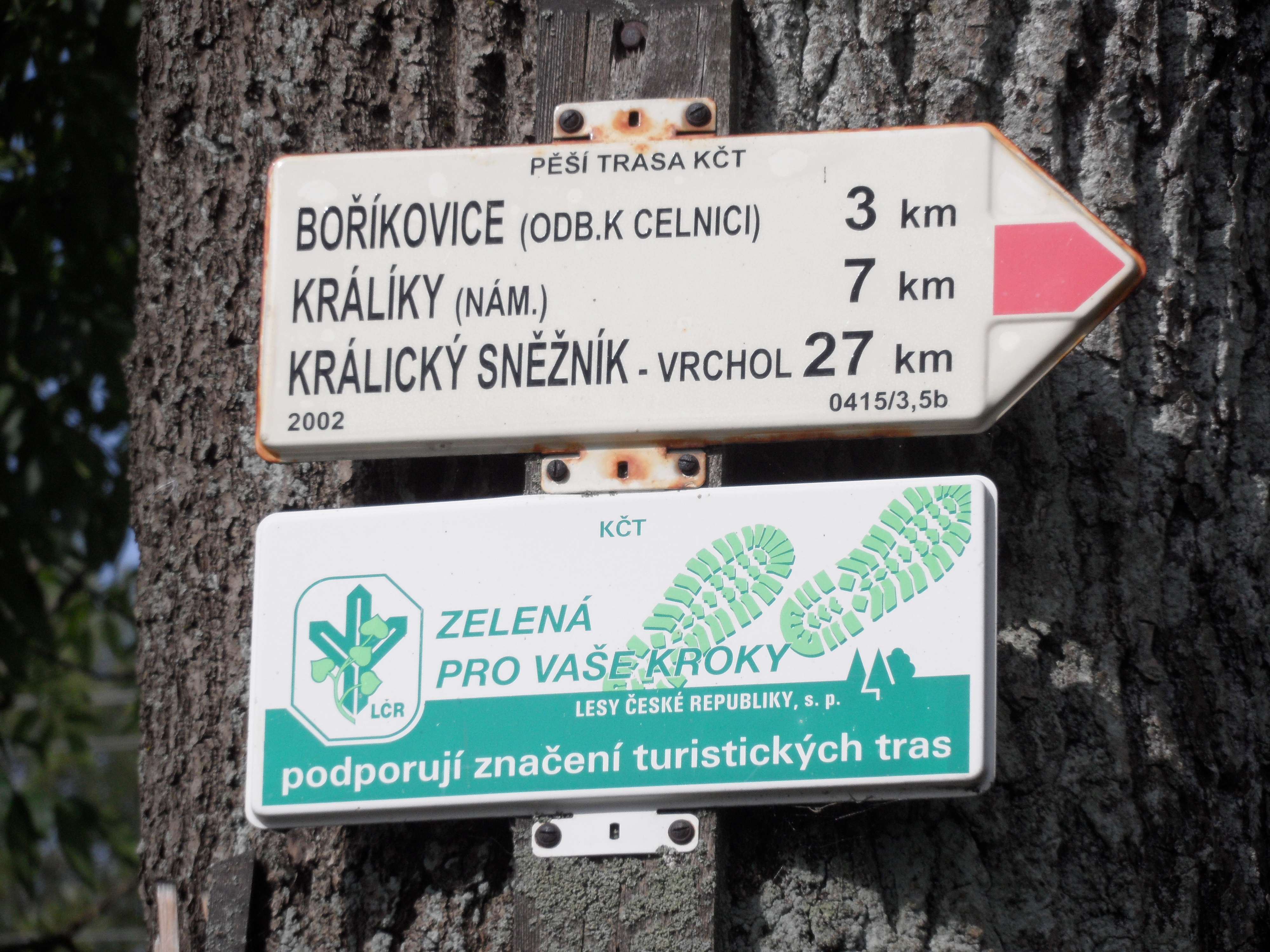
Turistické značení
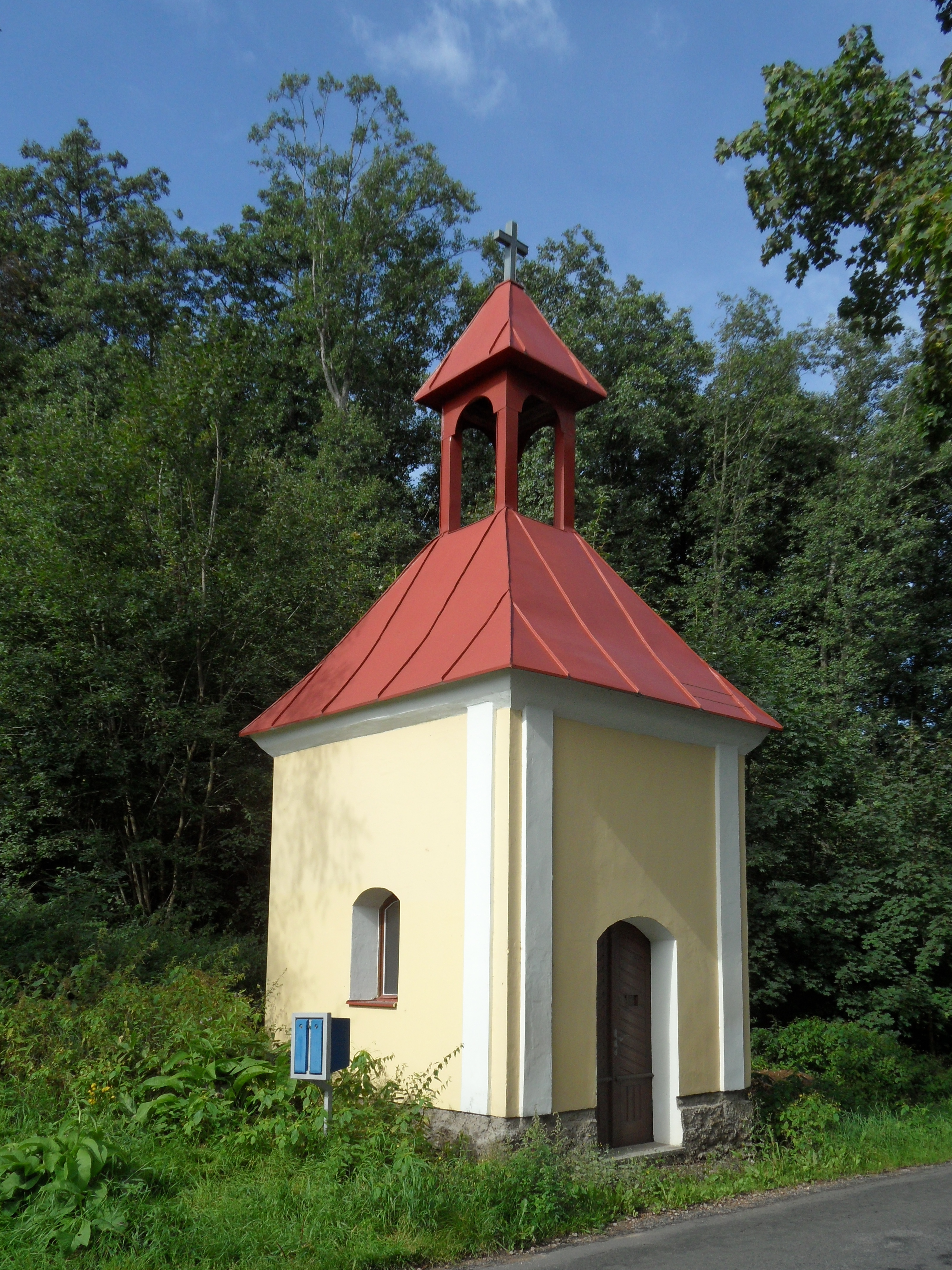
Kaplička u silnice